# Robert Frank
Robert Frank (Zúrich, Suiza, 9 de noviembre de 1924-Inverness, Nueva Escocia, 9 de septiembre de 2019) fue un conocido fotógrafo suizo, una importante y original figura dentro del ámbito de la fotografía y el cine estadounidenses. Su trabajo más destacado es el libro de fotografía The Americans, publicado en 1958, el cual está fuertemente influido por el periodo de la posguerra. Frank expandió sus intereses posteriormente al cine y experimentó con la composición y manipulación de fotografías. En 1996 recibió el Premio internacional de la fundación Hasselblad Premio PHotoEspaña Baume et Mercier 2009.

## Vida y comienzos de su carrera
Nació en una rica familia judía en Suiza. Rosa, la madre de Frank, era de ascendencia judía. Su padre Hermann, había sido apátrida después de la Primera Guerra Mundial y tuvo que pedir la ciudadanía suiza para Frank y su hermano mayor, Manfred. Aunque Frank y su familia permanecieron seguros en Suiza durante la Segunda Guerra Mundial, la amenaza nazi sin embargo afectó su comprensión sobre la opresión. Se inclinó por la fotografía en parte como una forma de escapar a la tradición de los negocios familiares, siendo entrenado por algunos fotógrafos y diseñadores gráficos antes de crear su primer libro de fotografías en 1946, 40 Fotos. Frank emigró a los Estados Unidos en el 1947, y obtuvo un empleo en la Ciudad de Nueva York como fotógrafo de moda para Harper's Bazaar. Poco después comenzó a viajar por América del Sur y Europa. Publicó dos libros más de fotografías tomadas en Perú, y volvió a los EE. UU. en 1950. Ese año fue uno trascendental para Frank, quien después de haber conocido a Edward Steichen, participó en la exposición colectiva 51 American Photographers en el Museo de Arte Moderno de Nueva York (MoMA); además se casó con una compañera artista, pintora, Mary Lockspeiser, con la que tuvo dos hijos, Andrea y Pablo.
Aunque en un principio era optimista acerca de los Estados Unidos, su perspectiva cambió rápidamente cuando enfrentó el paso rápido de la vida estadounidense y lo que él veía como un énfasis excesivo en el dinero. Desde entonces, comenzó a ver los Estados Unidos como un lugar a menudo triste y solitario, una perspectiva que se volvió evidente en sus posteriores trabajos fotográficos. La propia insatisfacción de Frank con el control excesivo que ejercían sus editores sobre su trabajo también fue un factor determinante en su experiencia. Continuó viajando, moviendo a su familia temporeramente a París. En 1953 retornó a Nueva York y continuó trabajando como periodista fotográfico independiente para revistas como McCall's, Vogue, y Fortune.

## The Americans
Con ayuda del artista que más influyó sobre su persona, el fotógrafo Walker Evans, Frank recibió un permiso especial de la Fundación John Simon Guggenheim en 1955 para viajar a través de los Estados Unidos y fotografiar la sociedad en todos los estratos. Llevó a su familia con él en una serie de viajes de carretera durante los dos años subsiguientes, en los que tomó unas 28 000 fotografías. Solo 83 de estas fueron seleccionadas por él para ser publicadas en The Americans. El recorrido de Frank no transcurrió sin incidentes. Mientras conducía a Arkansas, Frank fue puesto en prisión de forma arbitraria después de haber sido detenido por un policía en alguna parte del Profundo Sur, un comisario le indicó que tenía una hora para dejar la ciudad. El vehículo no poseía el título adecuado y Frank fue arrestado por un periodo corto de tiempo por posesión de un automóvil robado.
Poco después de haber regresado a Nueva York en 1957, Frank conoció en una fiesta al escritor de la generación Beat, Jack Kerouac, a quien le mostró algunas de las fotografías tomadas en sus viajes. Kerouac le dijo inmediatamente a Frank "Seguro que puedo escribir algo acerca de estas fotos", contribuyendo posteriormente a la introducción de la edición estadounidense de The Americans. Frank también se hizo amigo de Allen Ginsberg, y fue uno de los principales artistas en documentar la subcultura Beat, que iba de la mano con el interés de Frank en documentar el contraste entre el optimismo reinante en los años 1950 y las diferencias raciales y de clases en la sociedad estadounidense. La ironía que veía Frank en la cultura estadounidense influyó sin duda en su técnica fotográfica, marcando un claro contraste en comparación con la mayoría de los fotoperiodistas contemporáneos, visible en su estilo inusual de enfoque y el uso de luz baja, entre otras características que se desviaban de las técnicas de fotografía aceptadas.
Estas diferencias con los estándares contemporáneos de fotografía le dificultaron a Frank en un inicio ser publicado en los Estados Unidos. Les Americains fue publicado por primera vez en 1958 por Robert Delpire en París, y posteriormente en 1959 en los Estados Unidos por Grove Press, en donde recibió críticas substanciales en un principio. Popular Photography, por ejemplo, clasificó sus imágenes de "considerablemente opacas, porosas, exposiciones turbias, horizontes distorsionados y en general descuidadas." Aunque las ventas en un comienzo fueron bajas, la introducción de Kerouac ayudó a elevarlas en gran parte por la popularidad que representaba el fenómeno Beat en ese entonces. Con el paso del tiempo y mediante la inspiración a artistas posteriores, The Americans se convirtió en un trabajo representativo dentro de la fotografía y la historia del arte estadounidense, siendo a su vez el trabajo con que Frank más se identifica. En 1961, Frank presentó su primera exposición individual titulada Robert Frank: Photographer, en el Art Institute of Chicago. También se presentó en el MOMA en Nueva York en 1962.
Está disponible en castellano, editado por La Fábrica, bajo el nombre de "Los Americanos".

## Cine
Para ese entonces, sin embargo, Frank se había movido de la fotografía para concentrarse en la realización de películas. Entre estas se encontraba Pull My Daisy de 1959, la cual fue escrita y narrada por Kerouac y protagonizada por Ginsberg y otros dentro del círculo Beat. Pull My Daisy fue elogiada por años como una obra maestra de la improvisación, hasta que el codirector de Frank, Alfred Leslie, revelara el 28 de noviembre de 1968 en un artículo de Village Voice que la película de hecho fue cuidadosamente planeada, ensayada y dirigida por él y Frank, quienes filmaron la película con un set profesional de luces.
En 1960, Frank permaneció en el sótano del artista Fluxus George Segal mientras filmaba Sin of Jesus con una concesión de Walter K. Gutman. La historia de Isaac Singer fue transformada para centrarse en la vida de una joven que trabajaba en una granja de pollos en Nueva Jersey. La película estaba supuesta a ser filmada en seis semanas en Nuevo Brunswick y sus alrededores, pero Frank terminó filmando durante seis meses.
Su documental de 1972 sobre los Rolling Stones, Cocksucker Blues, es considerado su mejor filme conocido. El filme muestra a los Stones durante su gira del 1972, envueltos en el uso de drogas y el sexo en grupo. Pero quizás lo que más perturbó a los Stones cuando vieron el producto final, fue la manera franca en que Frank capturó fielmente la soledad y desesperación de la vida en la calle. Mick Jagger le indicó a Frank: 《Es una jodida buena película, Robert, pero si se muestra en América nunca más nos permitirán entrar en el país》. Los Rolling Stones demandaron para impedir que el filme fuera lanzado, y se discutió si los derechos de autor sobre el material filmado recaían sobre Frank o sobre la banda. La corte resolvió la disputa restringiendo la exhibición del filme a ser mostrado no más de 5 veces al año y solo en presencia de Frank. La fotografía de Frank también apareció en la carátula del álbum Exile on Main St. de los Rolling Stones.
Otras películas realizadas por Frank incluyen Keep Busy y Candy Mountain, ambas codirigidas junto a Rudy Wurlitzer.

## El regreso a las imágenes
Aunque Frank se mantuvo interesado en el cine, retomó la fotografía en los años 1970 con la publicación de su segundo libro fotográfico, Lines of My Hand, en 1972. Este trabajo ha sido descrito como una "autobiografía visual" y consiste en su mayoría de fotografías personales. Ninguno de sus trabajos posteriores ha tenido tanta notoriedad como la conseguida con The Americans. Algunos críticos aluden a esto por las incorporaciones posteriores de imágenes compuestas en sus trabajos, una década después de que Robert Rauschenberg introdujera sus composiciones serigráficas y en contraste con The Americans, las imágenes posteriores de Frank simplemente no iban acorde con las técnicas y prácticas establecidas para ese tiempo.
Frank y Mary se separaron en 1969. Se volvió a casar en 1971 con la escultora June Leaf, moviéndose luego a la comunidad de Mabou en Cape Breton Island, Nueva Escocia. En 1974 la tragedia le tocó cuando su hija Andrea murió en un accidente aéreo en Tikal, Guatemala. Un poco antes, su hijo Pablo, fue hospitalizado y diagnosticado con esquizofrenia. Muchos de los trabajos subsiguientes de Frank mostraban el impacto que había tenido en su vida la pérdida de su hija y la batalla continua de su hijo con su enfermedad mental. En 1995 fundó la Fundación Andrea Frank que proporcionaba préstamos a artistas.
Desde que se movió a Nueva Escocia, Frank adquirió una reputación de hombre solitario y reclusivo (particularmente tras la muerte de su hija), rechazando la mayoría de las propuestas para entrevistas y apariciones públicas. Continuó aceptando asignaciones eclécticas como fotógrafo y director de vídeos musicales para artistas como New Order y Patti Smith. Frank continuó realizando filmes así como imágenes, y ayudó a organizar varias retrospectivas de su arte. En 1994, la Galería Nacional de Arte de Washington, presentó la exposición retrospectiva más abarcadora de su trabajo hasta la fecha, con el nombre de Moving Out. Actualmente es representado por la Galería Pace/MacGill en Nueva York.
En 2007 Robert Frank recibe el premio PHotoEspaña Baume et Mercier de las manos del presidente del Festival Alberto Anaut. PHotoEspaña reconoció la trayectoria de este gran fotógrafo.

## Lecturas posteriores
- Alexander, Stuart. - Robert Frank: A Bibliography, Filmography, and Exhibition Chronology 1946-1985. ISSN 0739-4845 LOC#: 86-071793'
- Frank, Robert. - Robert Frank: Storylines (Turtleback) ISBN 3-86521-041-4
- Frank, Robert. – Twenty-four Photographs. En: Corina Caduff and Reto Sorg (Ed.): Nationalliteraturen heute – ein Fantom? Tradition und Imagination des Schweizerischen als Problem. Programmheft zur Internationalen Tagung vom 18. bis 21. Juni 2003 im Schauspielhaus Zürich. Mit Originalbeiträgen von Robert Frank und Michail Schischkin. Thun: Report 2003 [Suiza]. ISBN 3-907591-30-5
- Green, Jonathan. - American Photography: A Critical History (Abrams). ISBN 0-8109-1814-5 Chapter 5, "The Americans: Politics and Alienation"
- Janis, Eugenia Parry y Wendy MacNeil. - Photography Within the Humanities, Addison House Publishers, Danbury, NH, 1977. ISBN 0-89169-013-1
- Leo, Vince. - Robert Frank: From Compromise to Collaboration. ("Parkett" nº 42 1994 Pg 8-23)
- Nericcio, William Anthony. - ' Cinematography, Photography, and Literature: The Aesthetic Triptych of Robert Frank ' ' (MOPA, San Diego, 2000) Ensayo sobre 'Pull My Daisy,' con ilustraciones y vídeo
- Papageorge, Tod. - Walker Evans and Robert Frank: An Essay on Influence, New Haven, CT, Yale University Art Gallery, 1981. ISBN 0-89467-015-8
- Sandeen, Eric. - Picturing An Exhibition. ISBN 0-8263-1558-5 ver cap. 5, "Edward Steichen, Robert Frank, and American Modernism"
- Tucker, Anne y Philip Brookman, eds. - New York to Nova Scotia ISBN 3-86521-013-9 Tapa dura: 0821216236

## Premios y distinciones
Festival Internacional de Cine de San Sebastián
| Año  | Categoría       | Película       | Resultado |
| ---- | --------------- | -------------- | --------- |
| 1987 | Concha de Plata | Candy Mountain | Ganador   |